# Da Doo Ron Ron
Da Doo Ron Ron è un singolo del 1963 del gruppo vocale statunitense The Crystals, scritta da Jeff Barry, Ellie Greenwich e Phil Spector.
L'8 giugno raggiunse la terza posizione nella Billboard Hot 100, mentre nel Regno Unito si posizionò 5# in classifica.
Nel 2004 la canzone venne inserita al 114# posto nella Lista delle 500 migliori canzoni secondo Rolling Stone.

## Altre versioni
- Nel 1973 Bette Midler realizzò una versione di questo brano sul suo album Bette Midler
- Nel 1977 la versione interpretata da Shaun Cassidy arrivò a posizionarsi al 1# posto nella Billboard Hot 100.
- Il brano fu eseguito da tanti altri artisti, tra cui Bob Dylan, The Rolling Stones e i The Beach Boys.